# William Henry Furness (Theologe)

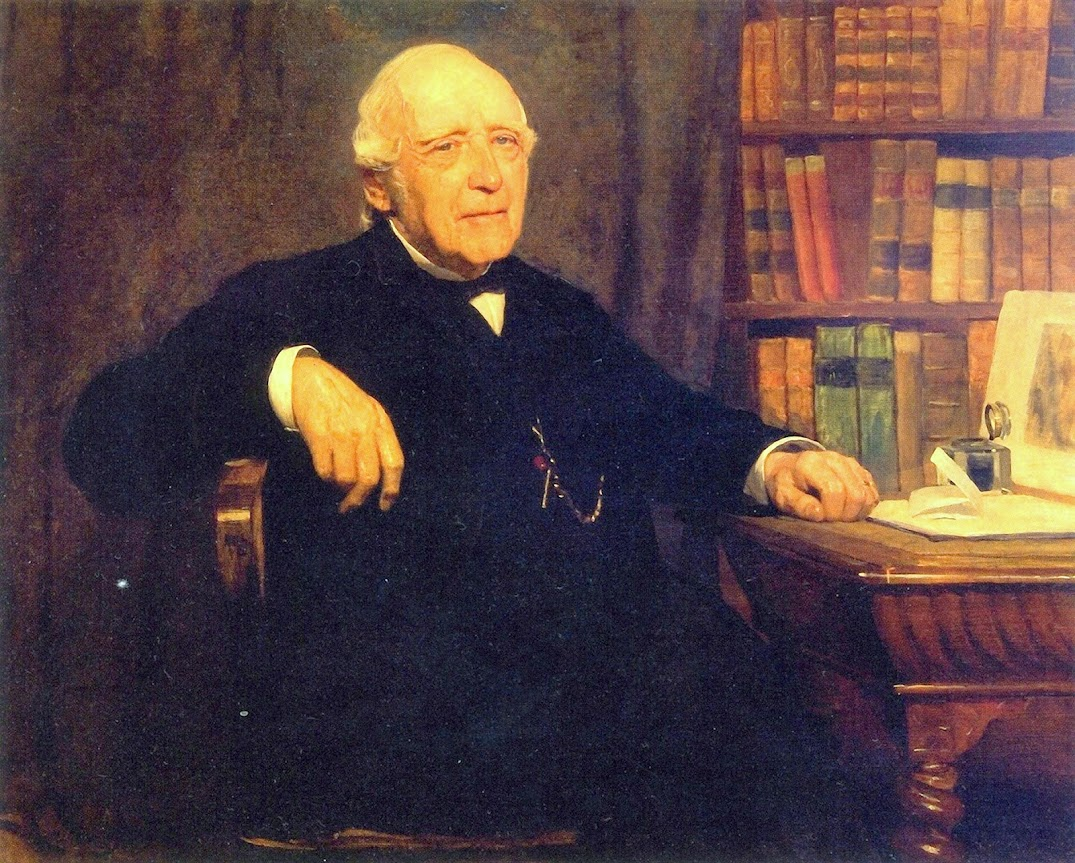
Reverend Doctor William Henry Furness, gemalt 1886 von Cecilia Beaux

William Henry Furness (* 20. April 1802 in Boston, Massachusetts; † 30. Januar 1896 in Philadelphia, Pennsylvania) war ein US-amerikanischer unitarischer Theologe, Kirchenlieddichter und Abolitionist.

## Leben und Wirken
Furness wurde 1802 in Boston geboren und studierte später am unitarisch geprägten Harvard College Theologie. Mit seinem Mitschüler Ralph Waldo Emerson, der später der führende Kopf der Bewegung des Transzendentalismus werden sollte, verband ihn eine lebenslange Freundschaft. Im Jahr 1825 übernahm er die Pfarrstelle der First Unitarian Church in Philadelphia, die er bis zu seiner Pensionierung im Jahr 1875 beibehalten sollte. Unter seinem Einfluss wuchs die Gemeinde, so dass mehrmals neue größere Kirchengebäude bezogen wurden.
Neben seiner Arbeit als Prediger trat er vor allem sozialpolitisch als Gegner der Sklaverei auf und solidarisierte sich unter anderem mit dem zum Tode verurteilten Abolitionisten John Brown. Auch sammelte er Spenden für den Aufbau des Morehouse College, um so Afroamerikanern eine theologische Ausbildung zukommen zu lassen. Als unitarischer Prediger suchte er auch bewusst den Kontakt zur jüdischen Gemeinde in Philadelphia. Theologisch wirkte er unter anderem im Fachbereich der Historischen Jesusforschung. Hierbei lehnte er die Vorstellung der Jungfrauengeburt Jesu ab und suchte einen betont rationalistischen Zugang zum Leben Jesu. Darüber hinaus war Furness Verfasser zahlreicher christlicher Kirchenlieder
Im Jahr 1825 heiratete er Annis P. Jenks aus Salem, mit der er vier gemeinsame Kinder bekam. Sein Sohn William Henry Furness wurde später ein bekannter Porträtmaler. Horace Howard Furness wurde ein anerkannter Shakespeare-Experte. Frank Furness wirkte als Architekt und entwarf unter anderem das Kirchengebäude der First Unitarian Church und die Synagoge Philadelphias. Seine Tochter Annis Lee Wister wurde eine bekannte Schriftstellerin und Übersetzerin.

## Werke (Auswahl)
- Notes on the Four Gospels (1836)
- Jesus and His Biographers (1838)
- The History of Jesus (1853)
- Thoughts on the Life and Character of Jesus of Nazareth (1859)
- The Blessings of Abolition (1860)
- The Veil Partly Lifted (1864)
- Jesus, the Heart of Christianity (1882)
- The Story of the Resurrection of Christ Told Once More (1885)